# Gamma Entertainment
Gamma Entertainment är ett kanadensiskt IT-företag verksamt inom den pornografiska branschen. Man har sitt huvudkontor i Montréal men juridiskt säte i Malta. Moderbolaget bildades ursprungligen 2005 (alternativt 2000). Sedan bildandet har man köpt upp ett antal produktionsbolag, och man driver sedan 2019 den stora betalplattformen Adult Time. Gamma listas ibland som den tredje största producenten av pornografisk film i Nordamerika.

## Verksamhet
Gamma ses ofta som det tredje största bolaget inom produktion och kontroll av pornografisk film i Nordamerika eller internationellt, efter de två stora dominanterna Aylo / Mindgeek och WGCZ (med Pornhub respektive XVideos som största varumärken).
I likhet med andra större IT-företag inom den pornografiska branschen är man mycket diskret med vilken typ av IT-tjänster man ägnar sig åt. På den centrala koncernsajten finns bara mycket allmänna upplysningar om företagets karaktär, och man presenterar endast information om företagets juridiska hemmahörighet i Malta (och inte det faktiska huvudkontoret i kanadensiska Montréal).

## Historik
Gamma Entertainment bildades 2005, med tidiga företagsrötter tillbaka till år 2000. Man har ombildat sin företagsstruktur ett antal gånger, och det nuvarande bolaget etablerades 2011/2012. 2007 startade man även en filial i Florida som senare avregistrerades. Under 2010-talet har man bland annat utvecklat verksamheten genom att köpa upp ett antal av de större nordamerikanska produktionsbolagen, och 2020 köptes Wicked Pictures.
2010-talet var en expansiv period för bolaget, som drog nytta av omstruktureringar i branschen genom internetpornografins successiva övergång till allt mer gratismaterial via reklamfinansierade videoplattformar. Ett antal nya koncept och innehållsgenrer utvecklades under årtiondet med hjälp av Bree Mills, som sedan 2009 drivit bolagets satsningar inom lesbisk pornografi, incestpornografi ("fauxcest") och BBW-genren (med rundlagda/överviktiga kvinnliga skådespelare).

Wicked Pictures är sedan 2020 ett av produktionsbolagen som kontrolleras av Gamma.

I januari 2019 lanserades officiellt bolagets prenumerationsplattform Adult Time, även den utvecklad av Mills. Den var tänkt att samla distributionen av de olika studiorna under Gammas kontroll, inklusive Girlsway (med lesbisk pornografi), Pure Taboo (inriktad på incestpornografi), 21st Sextury, 21st Naturals, 21st Sextreme, Fantasy Massage, Evil Angel och Pretty Dirty. Dessutom inkluderade man omfattande arkivmaterial från bolag som Vivid och Evil Angel samt utvalda partner som Rocco Siffredi och Devils Film. Adult Time ses ibland som en "Netflix för porr", och kort efter lanseringen 2019 hade man rekryterat 100 000 abonnenter. Via plattformen distribueras över 50 000 videor som strömmande media, varav cirka en tiondel kommer från Vivid.
2020 uppskattades omsättningen för Gamma Entertainment vara i storleksordningen 80 miljoner kanadensiska dollar. Detta är att jämföra med de än större huvudkonkurrenterna Aylo och WGCZ, som var och en då beräknades ha en årsbudget på cirka 500 miljoner dollar. Gamma driver ingen egen reklamfinansierad videoplattform men försöker dra nytta av den höga synligheten hos stora gratisportaler som Pornhub och XVideos, där man har officiella kanaler med gott om utdrag ur produktionen.